# Château de Lagrange-Monrepos
Pour les articles homonymes, voir Lagrange.
Le château de Lagrange-Monrepos est à l'origine un château médiéval contrôlant la vallée de la Baïse,  à proximité de Nérac.

## Localisation
Située sur la commune de Nérac dans le département de Lot-et-Garonne et la région Nouvelle-Aquitaine sur la Baïse.

## Historique
Durant la Renaissance, l'installation de la cour de Navarre à Nérac à entraîné la construction ou la rénovation de riches demeures destinées à l'entourage de la famille d'Albret. C'est ainsi que, vers 1550, le château de Lagrange-Monrepos  qui aurait été construit ou rénové par Henri Ier d'Albret (Henri II de Navarre)  et offert à sa maîtresse, Marianne Alespée.
Il a été inscrit monument historique le 30 mai 1990 puis classé le  19 septembre 1991.

## Architecture
L'aspect militaire de l'édifice est caractérisé par les six tours qui s’élèvent autour du logis. Les meurtrières des tours d'angle de la cour ont été maintenues pour faciliter l'usage des armes à feu en cette époque de guerres de religion. De grandes croisées en pierre à encadrements moulurés et frontons ouvrent l’habitation sur la cour et vers la Baïse.
Le château, l'escalier d'entrée, sa tour ronde et la fontaine sont classés ainsi que les dépendances  les tours et les murs d'enceinte ainsi que le pigeonnier et son mécanisme.